# 116 TCN
Năm 116 TCN là một năm trong lịch Julius. 

## Mất
- Quán Đào Công chúa